# Fort Willem I (Sint Maarten)
Fort Willem I, voorheen Fort Trigge zijn de fundamenten van een voormalig fort dat bij Philipsburg op Sint Maarten gelegen is. Het fort bevond zich op Fort Hill, een 217 meter hoge berg.

## Geschiedenis
Het fort is in 1801 door de Engelsen gebouwd tijdens de Engelse bezetting van het eiland. Oorspronkelijk heette het Fort Trigge, naar de officier die opdracht gaf tot de bouw. Nederlanders namen het fort over nadat het Nederlands gezag op 21 februari 1816 hersteld was. Zij zijn het Willem I gaan noemen naar Nederlands eerste koning.
Het verschafte een strategisch overzicht op de baai van Philipsburg en beschermde zo het eiland tegen overname door een vijandelijke macht. In 1829 werd een zeventien koppige landstorm die vanaf het fort Amsterdam waren overgeplaatst, omdat dat fort in zich in een te slechte staat bevond. Hun taken bestonden uit het bewaken van het kruitmagazijn en het lopen van de nachtwacht in het Philipsburgh. Dat laatste werd amper uitgevoerd wegens ziekte en te late uitbetalingen van het loon. Op 16 februari 1846 werd het garnizoen opgeheven. Vanaf 1847 werd de bewaking van het fort overgenomen door een brigadier van de marechaussee met vier manschappen.
In 2020 blijven er alleen de meest onverwoestbare fundamenten van over. Erbuiten zijn nog de fundamenten van een ronde toren van twee verdiepingen te onderkennen, wat een unieke structuur op het eiland vertegenwoordigt. Bovenop de fundamenten is een televisietoren gebouwd.